# Wake Wood
The Wake Wood (Resucitada en español) es una película de terror de 2010. Una producción de Hammer Films, The Wake Wood es dirigida por David Keating. Es protagonizada por Timothy Spall, Eva Birthistle, Dan Gordon y Aidan Gillen.

## Trama
Los padres de una chica que fue asesinada por un perro salvaje se les da una oportunidad de pasar tres días con su hija fallecida.
Una joven pareja llega a un pueblo llamado "Wake Wood", la mujer trabaja en Farmacia y el esposo es veterinario. se dan cuenta de que existe una secta con ritos celtas donde pueden traer a un ser querido a la vida por un lapso de tiempo de 3 días... tiempo que según ellos permanece la energía vital, existen varias reglas... no pueden salir fuera de los límites del pueblo y la persona que traen no debe de tener más de un año de fallecida, el final deja al espectador la interrogante y conclusiones inéditas.

## Elenco
- Timothy Spall como Arthur.
- Aidan Gillen como Patrick.
- Eva Birthistle como Louise.
- Ruth McCabe como Peggy O'Shea.
- Briain Gleeson como Martin O'Shea.
- Amelia Crowley como Mary Brogan.
- Dan Gordon como Mick O'Shea.
- Ella Connolly como Alice.